# Classerkirken
Classerkirken eller De Classenske Boligers Kirke var en kirke på Godthåbsvej på Frederiksberg, som hørte til arbejderbebyggelsen De Classenske Boliger. Kirken var ligesom boligerne bekostet af Det Classenske Fideicommis. Kirken stod færdig 1880, men blev nedrevet 1911 og afløst af Godthaabskirken. Ved indvielsen fik kirken sit eget sogn, De Classenske Boligers Menighed, der blev nedlagt igen 1909.
Kirken blev opført 1878-80, grundstenen nedlagt 20. august 1878 og kunne indvies 19. juni 1880. Arkitekt var fideikommisets faste arkitekt, Vilhelm Tvede. Kirken var opført på granitsokkel af røde mursten og bestod af skib med to korte korsudbygninger, kor mod nord og tårn med spir (97 fod) mod syd, i alt 80 x 48 fod. Det indre havde pudsede vægge og fladt bjælkeloft, koret dekoreret tøndehvælving. Over forhallen (tårnrummet) var et orgelpulpitur. På alterbordet et krucifiks, figuren af forgyldt gips. Prædikestol af træ med evangelistsymbolerne og en cementstøbt døbefont. Der fandtes en mindetavle med to sølvkranse over ordenskansler, direktør for Det Classenske Fideikommis, F.F. Tillisch, som blev flyttet til Godthaabskirken.
Da fidekommiset i 1909 solgte boligerne til Frederiksberg Kommune til nedrivning, opgav det samtidig Classerkirken, som lå uhensigtsmæssigt placeret midt på arealet. Samtidig med salget reserverede fideikommiset 75.000 kr. til opførelse af en ny kirke, Godthaabskirken, på en grund, skænket af proprietær, exam.juris. H.I. Nyeland. Godthaabskirken blev tegnet af Vilhelm Tvedes søn, Gotfred Tvede, og kirkebyggeriet blev således i familien.
Kirkens første præster var Johannes Levinsen, der døde allerede 1884 og Carl Johannes Tolstrup, der 28 år gammel blev præst ved Classerkirken i 1898. Tolstrup havde i 3 år efter sin embedseksamen været huslærer ved hoffet hos kronprins Frederik, den senere Frederik VIII.